# Dicranum scopelliforme
Dicranum scopelliforme är en bladmossart som beskrevs av C. Müller 1900. Dicranum scopelliforme ingår i släktet kvastmossor, och familjen Dicranaceae. Inga underarter finns listade i Catalogue of Life.